# Canton de Chilly-Mazarin
Le canton de Chilly-Mazarin est une ancienne division administrative et circonscription électorale française située dans le département de l’Essonne et la région Île-de-France.

## Géographie

### Situation
| Type d’occupation           | Pourcentage | Superficie (en hectares) |
| --------------------------- | ----------- | ------------------------ |
| Espace urbain construit     | 54,9 %      | 1 070,06                 |
| Espace urbain non construit | 7,9 %       | 154,56                   |
| Espace rural                | 37,2 %      | 725,79                   |
| Source : Iaurif             |             |                          |

Le canton de Chilly-Mazarin était organisé autour de la commune de Chilly-Mazarin dans l’arrondissement de Palaiseau. Son altitude variait entre quarante-deux mètres à Chilly-Mazarin et cent un mètres dans la même commune, pour une altitude moyenne de soixante-neuf mètres.

### Composition
Le canton de Chilly-Mazarin comptait trois communes :
| Communes       | Population (2012) | Code postal | Code Insee  |
| -------------- | ----------------- | ----------- | ----------- |
| Chilly-Mazarin | 18 484 hab.       | 91380       | 91 3 28 161 |
| Morangis       | 12 136 hab.       | 91420       | 91 3 28 432 |
| Wissous        | 5 805 hab.        | 91320       | 91 3 28 689 |

### Démographie
| 1975   | 1990   | 1999   | 2006   | 2011   | 2012   |
| ------ | ------ | ------ | ------ | ------ | ------ |
| 29 130 | 31 870 | 33 508 | 35 136 | 37 528 | 38 313 |

### Pyramide des âges
| Hommes | Classe d’âge | Femmes |
| ------ | ------------ | ------ |
| 1,5    | 90 ans ou +  | 0,7    |
| 4,6    | 75 à 89 ans  | 7,4    |
| 11,6   | 60 à 74 ans  | 13,0   |
| 19,7   | 45 à 59 ans  | 20,6   |
| 22,7   | 30 à 44 ans  | 21,9   |
| 19,9   | 15 à 29 ans  | 18,4   |
| 20,1   | 0 à 14 ans   | 18,0   |

| Hommes | Classe d’âge | Femmes |
| ------ | ------------ | ------ |
| 0,3    | 90 ans ou +  | 0,8    |
| 4,4    | 75 à 89 ans  | 6,7    |
| 11,3   | 60 à 74 ans  | 11,9   |
| 19,9   | 45 à 59 ans  | 20,0   |
| 21,9   | 30 à 44 ans  | 21,4   |
| 20,6   | 15 à 29 ans  | 19,2   |
| 21,7   | 0 à 14 ans   | 20,0   |

## Historique
Le canton de Chilly-Mazarin a été créé par décret du ministère de l’Intérieur en date du 7 décembre 1975 par démembrement du canton de Longjumeau pour la commune de Chilly-Mazarin, du canton de Savigny-sur-Orge pour la commune de Morangis et du canton de Massy pour la commune de Wissous.

## Représentation

### Conseillers généraux du canton de Chilly-Mazarin
| Période | Période | Identité     | Étiquette | Qualité                                                             |
| ------- | ------- | ------------ | --------- | ------------------------------------------------------------------- |
| 1976    | 1979    | Gérard Funès | PS        | Cadre juridique Premier secrétaire de la fédération PS de l'Essonne |
| 1979    | 1998    | Claude Bigot | DVD       | Maire de Morangis (1971-1989) Vice-Président du Conseil général     |
| 1998    | 2015    | Gérard Funès | PS        | Maire de Chilly-Mazarin, vice-président du conseil général          |

### Résultats électoraux
Élections cantonales, résultats des deuxièmes tours :
- Élections cantonales de 1992 : 57,54 % pour Claude Bigot (DVD), 42,46 % pour Gérard Funès (PS), 58,69 % de participation[8].
- Élections cantonales de 1998 : 60,84 % pour Gérard Funès (PS), 39,16 % pour Richard Trinquier (DVD), 47,69 % de participation[9].
- Élections cantonales de 2004 : 63,54 % pour Gérard Funès (PS), 36,46 % pour Richard Trinquier (UMP), 63,87 % de participation[10].
- Élections cantonales de 2011 : 64,16 % pour Gérard Funès (PS), 35,84 % pour Cédric Giraud (FN), 43,85 % de participation[11].

## Économie

### Emplois, revenus et niveau de vie
| Répartition des emplois par catégories socioprofessionnelles en 2006. |              |                                           |                                                   |                            |                          |                           |
|                                                                       | Agriculteurs | Artisans, commerçants, chefs d’entreprise | Cadres et professions intellectuelles supérieures | Professions intermédiaires | Employés                 | Ouvriers                  |
| Canton de Chilly-Mazarin                                              | 0,1 %        | 4,2 %                                     | 18,9 %                                            | 24,9 %                     | 21,5 %                   | 30,5 %                    |
| Département de l’Essonne                                              | 0,2 %        | 4,5 %                                     | 22,1 %                                            | 27,7 %                     | 27,6 %                   | 17,9 %                    |
| Moyenne nationale                                                     | 2,2 %        | 6,0 %                                     | 15,4 %                                            | 24,6 %                     | 28,7 %                   | 23,2 %                    |
| Répartition des emplois par secteurs d’activités en 2006.             |              |                                           |                                                   |                            |                          |                           |
|                                                                       | Agriculture  | Industrie                                 | Construction                                      | Commerce                   | Services aux entreprises | Services aux particuliers |
| Canton de Chilly-Mazarin                                              | 0,6 %        | 15,0 %                                    | 8,3 %                                             | 19,1 %                     | 23,9 %                   | 7,3 %                     |
| Département de l’Essonne                                              | 0,8 %        | 11,5 %                                    | 6,1 %                                             | 15,4 %                     | 18,8 %                   | 6,4 %                     |
| Moyenne nationale                                                     | 3,5 %        | 15,2 %                                    | 6,4 %                                             | 13,3 %                     | 13,3 %                   | 7,6 %                     |
| Sources : Insee,                                                      |              |                                           |                                                   |                            |                          |                           |

## Pour approfondir

## Sources
1. ↑  Fiche multicommunale d’occupation des sols en 2008 sur le site de l’Iaurif. Consulté le 20/11/2010.
2. ↑  Structure de la population du canton de 1968 à l'année de la dernière population légale connue
3. ↑  Fiches Insee - Populations légales du canton pour les années 2006, 2011, 2012
4. ↑  Pyramide des âges cantonale 2009 sur le site de l’Insee. Consulté le 08/07/2012.
5. ↑  Pyramide des âges de l’Essonne en 2009 sur le site de l’Insee. Consulté le 07/07/2012.
6. ↑  Texte du décret du 7 décembre 1975 portant création du canton de Chilly-Mazarin sur le site legifrance.gouv.fr Consulté le 18/05/2009.
7. ↑  http://web.archive.org/web/20180501161926/https://www.essonneinfo.fr/91-essonne-info/105891/claude-bigot-lancien-maire-de-morangis-nest-plus/
8. ↑  Résultats de l’élection cantonale 1992 sur le site du Figaro. Consulté le 20/10/2009.
9. ↑  Résultats de l’élection cantonale 1998 sur le site du Figaro. Consulté le 20/10/2009.
10. ↑  Résultats de l’élection cantonale 2004 sur le site du ministère de l’Intérieur. Consulté le 18/05/2009.
11. ↑  Résultats de l’élection cantonale 2004 sur le site du ministère de l’Intérieur. Consulté le 01/04/2011.
12. ↑  Rapport statistique cantonal sur le site de l’Insee. Consulté le 29/04/2010.
13. ↑  Rapport statistique départemental sur le site de l’Insee. Consulté le 16/08/2009.
14. ↑  Rapport statistique national sur le site de l’Insee. Consulté le 05/07/2009.